# Albert Olegowitsch Polinin
Albert Olegowitsch Polinin (russisch Альберт Олегович Полинин; * 13. Januar 1989 in Jaroslawl, Russische SFSR) ist ein russischer Eishockeyspieler, der seit August 2012 bei Rubin Tjumen in der Wysschaja Hockey-Liga unter Vertrag steht.     

## Karriere
Albert Polinin begann seine Karriere als Eishockeyspieler in seiner Heimatstadt in der Nachwuchsabteilung von Lokomotive Jaroslawl, für dessen zweite Mannschaft er von 2005 bis 2009 in der drittklassigen Perwaja Liga aktiv war. In der Saison 2007/08 gab er zudem für die Profimannschaft des Vereins sein Debüt in der russischen Superliga. Bei seinem einzigen Einsatz blieb er punkt- und straflos. Zur Saison 2009/10 wechselte er zum HK Rys Podolsk aus der Wysschaja Liga, der zweiten russischen Spielklasse. Die folgende Spielzeit verbrachte er in deren Nachfolgewettbewerb Wysschaja Hockey-Liga beim HK Sarow. 
Zur Saison 2011/12 wurde Polinin von Awtomobilist Jekaterinburg aus der Kontinentalen Hockey-Liga verpflichtet und absolvierte in der Folge 23 KHL-Partien für den Klub. Im August 2012 kehrte er in die zweite Spielklasse zurück und spielt seither bei Rubin Tjumen.